# اوچکو
اوچکو (به اسپانیایی: Uchku) یک کوه در پرو است که در Peru, Lima Region واقع شده‌است. اوچکو ۴٬۸۰۰ متر بالاتر از سطح دریا واقع شده‌است.